# Eva Dzialoszynski
Eva (Eveline Wilhelmina Pöko) Dzialoszynski, geborene Lewenstein (* 31. August 1900 in Den Haag; † 31. Oktober 1970 in Zürich) war eine diplomierte Krankenschwester und Leiterin des jüdischen Waisenhauses in Celerina (Graubünden/Schweiz). Mit ihrem Ehemann Israel (Isidor) Dzialoszynski rettete sie vielen jüdischen Waisenkindern das Leben.

## Werdegang
Eva Lewenstein war die Tochter des in Paramaribo (Suriname) geborenen Rabbiners Tobias Lewenstein (1863–1952) und seiner Frau Flora Frumet Möller.
Eva Lewenstein wurde in Berlin zur diplomierten Krankenschwester ausgebildet. 1926 gründete sie aufgrund eigener gesundheitlicher Probleme ein Kinderheim für erholungsbedürfte Kinder in Celerina. Schweizer Kindern wurde die Möglichkeit geboten, dort in den Ferien einen Genesungsurlaub  zu verbringen.
Nach der Errichtung der nationalsozialistischen Herrschaft im Deutschen Reich wurde das Heim 1934 umfunktioniert. Jüdische Kinder aus Deutschland, Polen und anderen Ländern, die Eva Lewenstein in der Anfangsphase selbst aus Frankfurt abholte, wurden in den folgenden Jahren in dem Internat aufgenommen. 1938 heiratete sie den deutschen Hebräischlehrer Israel (Isidor "Isi" Tzadok) Dzialoszynski (1898–1979), der in Wiesbaden und in Leipzig gearbeitet hatte und als Witwer drei Kinder mit in die Ehe brachte. Das Paar hatte drei gemeinsame Kinder: Benjamin, Ruth und Nechama. In den folgenden Jahren leitete Isidor mit der Hilfe seiner beiden ältesten Kinder Abraham, der die Administration übernahm, und seiner Tochter Lilly  "als rechte Hand"  das Heim. Die  Schüler und Schülerinnen des Heimes wurden koedukativ und nach modernen pädagogischen Prinzipien in den Fächern Lesen, Literatur, Geographie, Geschichte, Mathematik, Hebräisch und Biologie unterrichtet und aufgrund des unterschiedlichen Alters und Niveaus einzeln gefördert.
Die Elementarschule in Celerina kooperierte mit dem Internat. Das Dorf unterstützte das Heim mit Nahrungsmitteln.
In der Kriegszeit und nach 1945 wanderten viele Kinder des Heims nach Palästina / Israel, in die USA und in andere Länder aus.